# 장도미니크 카시니 (1748년)

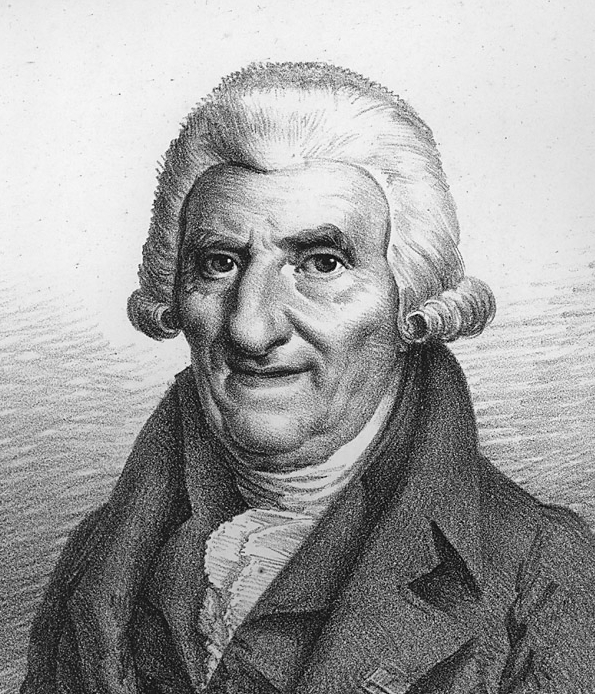
쥘리앵레오폴 부아이가 그린 장도미니크 카시니

장 도미니크 카시니 백작(프랑스어: Jean-Dominique, comte de Cassini, 1748년 6월 30일 ~ 1845년 10월 18일)은 프랑스의 천문학자, 지도제작자였으며 세자르 프랑수아 카시니 드 튀리의 아들이다. "카시니 백작" 또는 "카시니 4세"라고도 한다.
카시니 백작은 파리 천문대에서 태어났다. 1784년 아버지의 뒤를 이어 천문대장이 되었으나 천문대를 복원하고 장비를 재정비하려던 계획은 1793년 국회의회의 반대로 무산되었다. 자리가 위태로워지자 그는 9월 6일 사임하였는데 1794년 투옥되었다가 7개월 만에 풀려났다. 그 후 튀리에서 살다가 1845년에 죽었다.
피에르 르 로아(Pierre Le Roy)의 해상시계를 바다에서 시험하기 위한 목적으로 1768년에 수행된 미국행 항해에 프랑스 과학 학술원 대표로 참가한 이야기를 1770년에 출판했다. 1783년 그는 영국 왕립학회에 짧은 논문을 보내 파리와 그리니치의 천문대의 위도와 경도를 정확하게 결정하기 위해 두 곳을 연결한 삼각 측량을 제안하였다. 그의 제안이 받아들여져 영불 합동조사(1784–1790)가 이루어졌다. 조사 결과는 1791년에 발표되었다. 이 조사를 위하여 피에르 메셍과 아드리앵 마리 르장드르와 함께 영국을 방문하였고, 세 사람은 슬라우에서 윌리엄 허셜을 만났다. 그의 아버지가 시작한 프랑스 지도제작 사업을 1789년 완성하여 182장의 지도를 만들었고 과학 학술원은 이것을 1793년에 출판하였다. 이것은 프랑스를 항목별로 보여주는 국가 지도(1791년)의 기초가 되었다. 그렇지만 1793년 9월 전쟁사무국은 지도원판과 발행된 지도를 압수하였다. 그는 1795년에 설립된 경도국 이사회의 창립 회원이었다. 1788년 미국 예술 과학 학술원의 외국인 명예회원으로 선출되었다.
카시니 백작이 작성한 <파리 천문대의 사용과 역사에 대한 기억>은 광범위한 내용을 담았는데 1774년 과학 학술원에 제출한 안내서가 포함되어 있다. 이 책에는 여러 학자의 추도 연설문과 그의 증조부 조반니 카시니의 전기등이 실려 있다.
그의 막내 아들 앙리 카시니(Henri Cassini)는 식물학자이다.